# ZIL-E167
Der ZIL-E167 (russisch ЗИЛ-Э167) war ein Experimentalfahrzeug aus der Produktion des russischen Fahrzeugherstellers ZIL, von dem ein einziges Exemplar zwischen 1962 und 1963 gebaut wurde. Es konnte wahlweise fünf Tonnen Last oder bis zu 14 Passagiere befördern. Dazu wurde auf dem Fahrgestell eine geschlossene Kabine aufgebaut.

## Fahrzeuggeschichte
Mit dem ZIL-E167 sollte ein Fahrzeug geschaffen werden, das insbesondere für die schwierigen Bedingungen in Sibirien geeignet war. Geplant war eine Verwendung in der Ölindustrie, aber auch durch Geologen und andere Wirtschafts- und Forschungszweige, die Erkundungen oder Arbeiten abseits des erschlossenen Terrains vornehmen mussten. Insbesondere für Fahrten im Tiefschnee war das Fahrzeug mit seinen übergroßen Rädern, dem Allradantrieb und der Bodenfreiheit von 0,85 Metern gut geeignet. Extra dafür wurden gebogene Bleche unter dem Boden angebracht, um zu verhindern, dass sich größere Schneemengen während der Fahrt vor dem Fahrzeug sammeln und so das Vorankommen behindern.
Dem Bau des Fahrzeugs lag ein Beschluss des Ministerrates der UdSSR vom November 1961 zugrunde, der vorsah, das Projekt bis zum 1. Januar 1963 fertigzustellen. Es schloss sich 1963 eine mehrjährige Erprobungsphase an, in der über 20.000 Kilometer erfolgreich mit dem Prototyp zurückgelegt wurden. Staatliche Stellen wie das Verteidigungsministerium signalisierten Bereitschaft, bis zu zwölf der Fahrzeuge abzunehmen, wozu es jedoch nie kam. Ein Grund wird darin gesehen, dass zeitgleich die Massenproduktion des geländegängigen Transportfahrzeugs GT-T begann, das ein ähnliches Anforderungsprofil erfüllte.
Nach 2006 wurde das Fahrzeug restauriert.

## Technik des Fahrzeugs

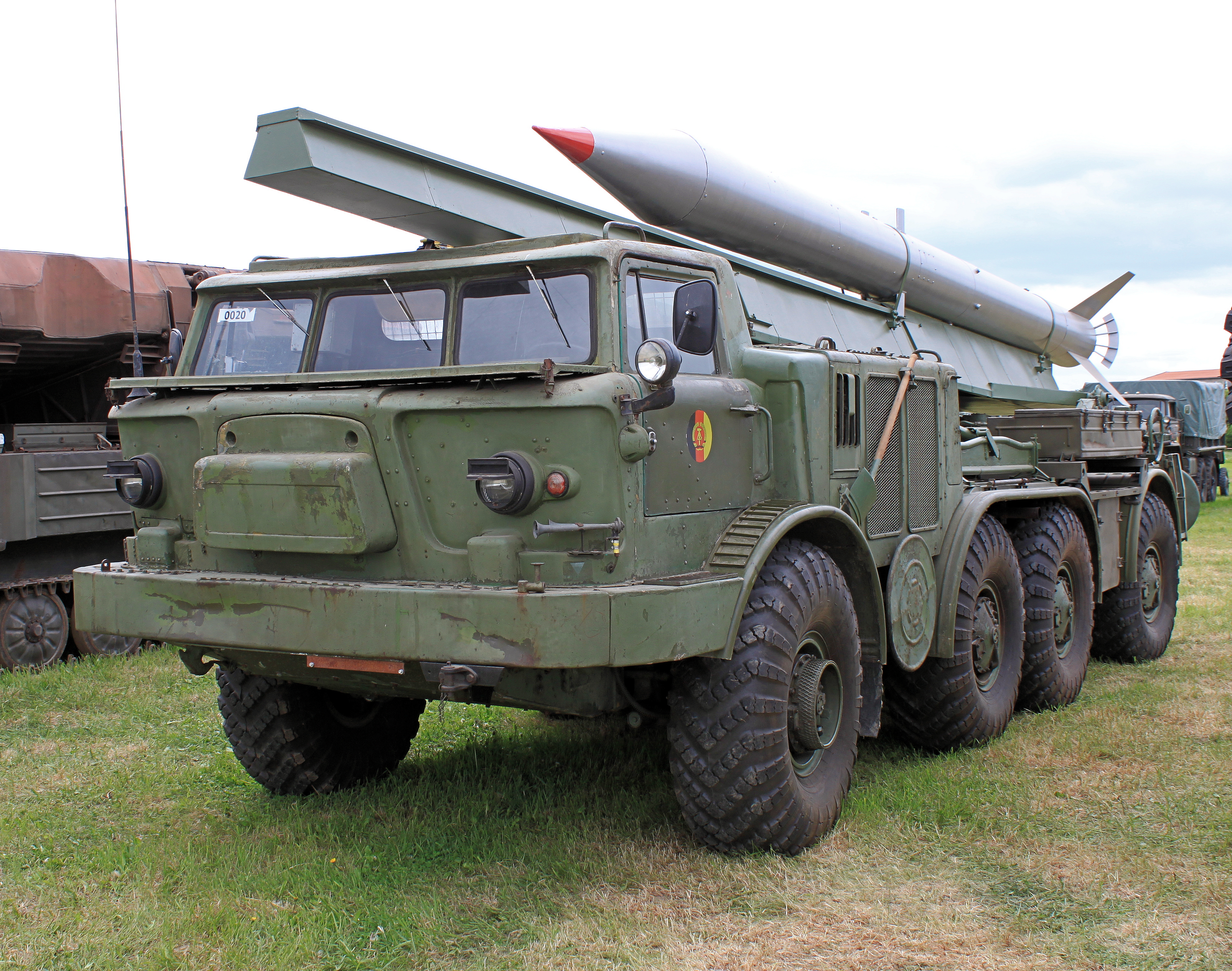
Der militärisch genutzte ZIL-135

Die Technik des ZIL-E167 ist in mehrerer Hinsicht bemerkenswert. Ungewöhnlich sind die sechs gleich großen Räder mit je knapp 1,80 Meter Durchmesser, ebenso das Antriebssystem. Die drei rechten und die drei linken Räder wurden getrennt über Kardanwellen von einem jeweils eigenen Motor angetrieben, sodass das Fahrzeug über zwei V8-Benzinmotoren mit je sieben Liter Hubraum verfügt. Dieses Antriebskonzept liegt auch beim ZIL-135 vor, von dem bis zu 70 % der sonstigen Teile stammten. Am augenscheinlichsten ist das Fahrerhaus, das komplett übernommen wurde, aber auch die Motoren wurden im ZIL-135 eingesetzt, ebenso wie im Ural-375. Diese Motorisierung hatte jedoch einen immensen Benzinverbrauch zur Folge: Mit den 900 Litern Kraftstoff in verschiedenen Tanks kam das Fahrzeug etwa 600 Kilometer weit.
Vordere und hintere Räder konnten gegenläufig gelenkt werden, sodass der Wendekreis reduziert wurde.
Technische Daten
- Motor: 2×V8-Ottomotor
- Motortyp: ZIL-375
- Leistung: 2×180 PS (132 kW)
- Drehmoment: 465 Nm
- Hubraum: 2×6,96 l[2]
- Kraftstoffverbrauch: 150 l/100 km
- Tankinhalt: 900 l
- Reichweite: 600 km
- Antrieb: Allradantrieb, je Motor 3 Räder
- Antriebsformel: (6×6)
- Zuladung: 5 t oder 14 Passagiere
- Leergewicht: 7 t
- Zulässiges Gesamtgewicht: zirka 12 t
- Reifendimension: 21.00-28 (Außendurchmesser circa 1800 mm)
- Bodenfreiheit: 852 mm
- Bodendruck: 0,6 kg/cm²
- Höchstgeschwindigkeit: 70 km/h (Straße), 30 km/h (bei 50 cm Schnee)